# 2014년 4월 죽음
다음은 2014년 4월에 사망한 저명한 인물 목록이다.
- 4월 6일 - 미국의 영화배우 미키 루니
- 4월 8일 - 미국의 프로레슬링인 얼티미트 워리어
- 4월 10일 - 대한민국의 공무원 홍정기
- 4월 17일 - 콜롬비아의 소설가 가브리엘 가르시아 마르케스
- 4월 18일 - 오스트레일리아의 축구선수 딜런 톰바이즈
- 4월 19일 - 브라질의 스포츠캐스터 루시아누 두 발리
- 4월 20일 - 미국의 권투인 루빈 카터
- 4월 23일
  - 일본의 축구인 아오키 요조
  - 쿠바의 축구인 코니에 마레로
- 4월 24일 - 폴란드의 시인 타데우시 루제비치
- 4월 25일 - 스페인의 축구인 티토 빌라노바
- 4월 27일 - 세르비아의 축구인 부야딘 보슈코브
- 4월 29일 - 영국의 영화배우 밥 호스킨스
- 4월 30일
  - 대한민국의 외교관 홍순영
  - 일본의 작가 와타나베 준이치